# Банешти (Валча)
Банешти (рум. Bănești) насеље је у Румунији у округу Валча у општини Николаје Балческу. Oпштина се налази на надморској висини од 473 m.

## Становништво
Према подацима из 2002. године у насељу је живело 81 становника, од којих су сви румунске националности.